# Целестиалы
Целестиа́лы (англ. Celestials), так же известные как Небожители — группа персонажей, появляющихся в комиксах издательства Marvel Comics. Они представляют собой бессмертную расу космических богов, обладающих неизмеримой мощью. Будучи одними из древнейших существ во вселенной, Целестиалы дебютировали в Бронзовом веке комиксов и продолжили появляться в публикациях Marvel в течение четырёх десятилетий.

## Появления
Целестиалы  дебютировали в Eternals #1 (Июль 1976) и были созданы художником-сценаристом Джеком Кирби. Они вернулись в трёх последующих ограниченных сериях продолжениях: Eternals vol. 2, #1 - 12 (Октябрь 1985 - Сентябрь 1986), Eternals vol. 3, #1 - 7 (Август 2006 - Февраль 2007) и Eternals vol. 4, #1 - 9 (Август 2008 - Май 2009).
Персонажи продолжили фигурировать в других сериях, включая сюжетную арку Celestial Saga в Thor Annual #7 (1978), Thor #283 – 300 (Май 1979 - Октябрь 1980), Thor #387 –  389 (Январь–Март 1988), Quasar #24 (Июль 1991), Fantastic Four #400 (Май 1995), X-Factor #43-46 (Август–Ноябрь 1989) и #48-50 (Декабрь 1989 x 2 - Январь 1990). Тайна происхождения Целестиалов была наконец раскрыта в Ultimates 2 #6 (2017).

## Происхождение
Долгое время происхождение Целестиалов было покрыто тайной. Было выдвинуто множество теорий об их появлении на свет, но ни одна из них не была подтверждена. Они существовали с момента зарождения жизни во вселенной, и они же и создали большинство форм жизни. Некогда их было много — полноценный народ, миллиарды могущественных существ, но большинство Целестиалов погибло в войне с «Претендентами», воинственной расой, создавшей ныне несуществующее оружие «Убийцу Богов», гуманоидного робота высотой в 7600 м, превысившего самих Целестиалов. После окончания войны, в течение которой «Убийца Богов» и его создатели были уничтожены, большинство Целестиалов прекратили своё существование. 
Новые Целестиалы появлялись в результате потребления массы целой галактики. В течение тысячелетий Целестиалы посещали Землю группами, известными как «Хосты». Как позже выяснилось, именно они несли ответственность за создание Вечных и Девиантов и, с помощью генетических манипуляций, способствовали появлению мутантов. 
Не желая терпеть постоянное внимание Целестиалов, боги Земли (Один и Зевс) неоднократно пытались остановить их, но всякий раз их попытки оказывались тщетными. Таким образом, они уничтожили Меч Одина и расплавили броню Разрушителя, пробить которую не удавалось даже Тору. Целестиалы согласились покинуть Землю, когда Гера и Фригга принесли им в дар двенадцать «истинных арийцев» — идеальных людей, которых Целестиалы использовали для экспериментов.
Действия Целестиалов шли вразрез с политикой невмешательства, практикуемой другими космическими существами, такими, как Наблюдатели, что привело к противостоянию обеих рас.
Команда космических авантюристов, Стражи Галактики, нашли отрезанную голову неизвестного Целестиала и использовали в качестве космической базы, известной как «Забвение», которая также является портом для различных инопланетных существ (с существующими барами и рынком). База находится под защитой главы безопасности Космо, советской собаки, обладающей силой телепатии и телекинеза, которая была потеряна на орбите Земли в 1960-х годах.
Во время сюжетной арки Time Runs Out большинство Целестиалов из различных реальностей мультивселенной было уничтожено Потусторонними. Тем не менее, некоторым представителям данной расы удалось выжить и укрыться в просторах вселенной. По окончании событий Secret Wars они спланировали воссоздать мультивселенную. В "Танос Победил" можно увидеть нескольких Целестиалов, которых Танос уничтожает. Это происходит в альтернативном далёком будущем.

## Представители
- Судья Аришем: Целестиал, которому поручено решать судьбу цивилизаций.
- Слушатель Ашема: Целестиал женского пола, которой, наряду со Счетоводом Незарром было поручено оценить Франклина Ричардса как нового Целестиала.
- Синий Целестиал: первый Целестиал, чьё рождение было задокументировано.
- Экспериментатор Деврон: молодой Целестиал, которому было поручено наблюдать за Землёй вместе с Манипулятором Гамиэлем.
- Спящий Целестиал: изначально известный как Коммуникатор Тиамут, Целестиал-изменник, определенный сферхкосмической мультивселенной как четвертый по силе среди всех персонажей Марвел.
- Мудрый Эа: фигурка размером с Целестиала, которую носит Человек-машина и использует как "воображаемого друга".
- Искатель Эсон: Целестиал, чья основная задача — искать.
- Палач Экзитар: Целестиал, который уничтожает миры, не прошедшие испытания Целестиалов.
- Манипулятор Гамиэль: молодой Целестиал, которому было поручено наблюдать за Землёй вместе с Экспериментатором Девроном.
- Собиратель Гамменон: Целестиал, которому поручено собирать образцы всех существующих форм жизни.
- Оценщик Харген: Целестиал, которому поручено измерять и оценивать планеты.
- Аналитик Джемайя: Целестиал, чья главная задача — анализ образцов различных форм жизни.
- Счетовод Незарр: Целестиал-математик, способный проецировать иллюзии.
- Один Над Всеми: лидер Целестиалов.
- Испытатель Онег: Целестиал, занимающийся экспериментами.
- Красный Целестиал: Целестиал, который помогал рождению Синего Целестиала.
- Красный/Синий Судья: Целестиал, которому поручено решать судьбу цивилизаций.
- Согласователь Скатан: Целестиал из альтернативной реальности Земля-691, которому поручено одобрять или отклонять ситуации.
- Топограф Тефрал: Целестиал, которому поручено заниматься географией планет.
- Тестер Зиран: Целестиал, которому поручена задача проверки стабильности генетического материала форм жизни, который они изменяют.

### Бывшие Целестиалы
- Падший или Кандидат Згреб: невменяемый Целестиал, который пришел на Землю во время каменного века, по-видимому, в поисках неизвестного[10]. Этот Целестиал был на самом деле возлюбленным Прародителя и искал его, прежде чем был побежден и оставлен умирать глубоко в Земле Одином и его Доисторическими Мстителями. Когда Локи пробудил Згреба от его долгого сна, он обнаружил, что Орда не убивала Згреба; вместо этого Орда превратила его в Темного Целестиала, теперь известного как Згреб Скорбящий.
- Каллус Пустотный: один из Целестиалов превратился в Темного Целестиала.
- Разрушитель Целестиалов: член Претендентов, он был послан Первым Небесным сводом, чтобы нанести как можно больший ущерб Вечности. Ему противостояли Мстители, Люди Икс, Алтимейтс и другие бесчисленные герои, и он был изгнан пользователями магии с помощью заклинания из Книги Вишанти.
- Прародитель: первый Целестиал, который прибывал на Землю ещё до создания жизни когда была расплавленной и безжизненной. Он был заражен Ордой во время путешествия в глубоком космосе, что в конечном счёте убило его, а его останки и кровь привлекло к смесью создания генетического материала на Земле, и сделало уникальным эта природа Земли, ставший следующими разумными видами во Вселенной на Земле(рано или поздно станут разумными). Новая версия Прародителя была позже воскрешена, чтобы положить конец войне Вечных против мутантской нации Кракоа. Затем этот Целестиал начал судить, будет ли цивилизация планеты Земля жить или умрет как другие не прошедшие.

## Силы и способности
Посвященные как «космические бездарности» Вечных и Девиантов, Целестиалы предстают как тихие бронированные гуманоиды со средней высотой более 600 метров. Они способны на такие возможности, как уменьшение существа Асгарда, известного как Разрушитель в шлак, двигать планеты по желанию, и создавать и хранить целые карманные вселенные. Рид Ричардс предположил, что источником силы Целестиалов было само Гиперпространство - источник всей энергии в Вселенной Marvel. Целестиалы почти неуязвимы и получают ранения только в редких случаях(иногда они не застрахованы от сил Черного Грома) до моментальной регенерации. Первое известное убийство Целестиала было сделано Апокалипсис Близнецами, которые использовали топор «Ярнбьорн», божественно зачарованный, чтобы пронзить броню Целестиала против Целестиала Садовника. Утверждается, что теперь потерянный гипервезон Годкиллера, космического робота-гуманоида, который затмевает даже самих Целестиалов, уничтожил Целестиалов буквально миллиардами. Новые Целестиалы могут родиться, потребляя массу всей галактики. Но они могут и использовать любую планету в качестве "важного элемента" для рождения.
Танос, владеющий Перчаткой Бесконечности, оценил Целестиалов как находящихся примерно в том же масштабе силы, что и Галактус, Незнакомец, Один и Зевс, но ниже, чем Хозяйка Любви, Господин Хаоса и Мастер Порядка.

## Альтернативные версии
Также персонажи появились в альтернативной вселенной 1999 года, представленной в ограниченной серии Earth X. Здесь они являются космическими существами, облачёнными в доспехи из вибраниума, металла, который предотвращает их распад. Они размножаются при помощи посадки фрагмента их сущности в недра планеты, что приводит к появлению новых Целестиалов. Благодаря этому, они способны воздействовать на ДНК планет, что приводит к получению суперспособностей. Космическое существо Галактус выступил против них, пожирая планеты, чтобы предотвратить абсолютное господство Целестиалов. В сюжете этой серии на Вселенной X, герои остановили эмбрион Целестиалов находящий на Земле, Земля сильно пострадала. Оказывается, чтобы планеты были стабильными, надо заменить эмбрион Целестиалов, находящийся на планетах, на другой для стабильности планеты, иначе от планет вряд ли останется хоть что-то.
Во вселенной Ultimate Marvel Целестиалы представляют собой расу могущественных металюдей азиатского происхождения во главе с Шеном Ксорном.
В альтернативной реальности 1998 года Mutant X Целестиалы открыто выступают против Сущности Гоблина, всесильного существа, потребляющего целые галактики, которое противопоставляется Силе Феникса. Несмотря на победу, Целестиалы, в конечном итоге, погибают от полученных ранений, в то время как Сущность Гоблина сбегает из тюрьмы несколько лет спустя.
Целестиалы с Земли-4280 были убеждены, что являются богами. Они пытались завоевать мультивселенную с помощью Моста, устройства, разработанного Ридом Ричардсом, которое позволяет наблюдать за параллельными мирами и проникать в них. Они были побеждены совместными усилиями Галактуса и Франклина Ричардса из альтернативного будущего.

## Вне комиксов

### Кино
- Отрезанная голова умершего Целестиала появляется в художественном фильме 2014 года «Стражи Галактики». Она используется в качестве космической станции для различных существ, известной как Забвение[27]. Как и в комиксах, происхождение Целестиалов покрыто тайной. По словам Танелиира Тивана / Коллекционера, в прошлом Целестиалы использовали Камень Бесконечности, известный как Сфера. Также в проекции Коллекционера был показан Искатель Эсон, использующий Камень Силы[28].
- В фильме «Стражи Галактики. Часть 2» Эго — живая планета, биологический отец Питера Квилла / Звёздного Лорда, является Целестиалом, контролирующим человекоподобный аватар, который странствует по вселенной. Его планетарная форма представляет собой живое продолжение его Целестианского сознания. В течение многих лет он посадил тысячи саженцев, способных терраформировать всю вселенную. Питер Квилл оказался единственным ребёнком, унаследовавшим гены Целестиала.
- Целестиалы появились в фильме «Вечные». Дэвид Кэй озвучил Судью Аришема. Основная сюжетная линия происходит вокруг пробуждения нового Целестиала — Тиамута из недр Земли, что грозит уничтожением планеты. Также в фильме были эпизодически показаны Счетовод Незарр, Оценщик Харген и Аналитик Джемайя.
- Два Целестиала показаны в фильме «Тор: Любовь и Гром».

### Телевидение
- Целестиалы упоминаются в мультсериале «Мстители, общий сбор!» в эпизоде «Наперегонки с Вдовой». Енот Ракета перечисляет их как один из видов, которые в скором времени прибудут на Землю для захвата Камней Бесконечности.

### Видеоигры
- Целестиалов упоминает Маэстро в игре MARVEL:Битва Чемпионов в Акте 3, Глава 4 сюжетной кампании.